# Albert Falsan
Pour les autres membres de la famille, voir Falsan.
Albert Falsan, né le 14 mai 1833 à Lyon où il est mort le 11 février 1902, est un géologue français.
Il étudie les Alpes, la vallée du Rhône et la période glaciaire en France et en Suisse. Il retrouve notamment les traces des anciens glaciers dans la vallée du Rhône et en dresse les cartes.

## Biographie
Né à Lyon en 1833, Claude Alexandre Albert Falsan, usuellement Albert Falsan, est le fils de Pierre-Honoré Falsan, négociant et industriel de la soie, et de sa seconde femme, née Thérèse Niepce, parente de Nicéphore Niépce ; il est le petit-fils de l'industriel et économiste lyonnais Claude François Falsan. Il est aussi l'oncle et le parrain du Père Lagrange.
Il se marie avec Louise Jordand en 1867 à Arbignieu et auront quatre enfants : Thérèse, Amélie, Alexandrine et Pierre.

### Formation
Albert Falsan fait ses études au collège des Minimes. Il se destine au commerce, mais aime suivre les cours de la Faculté des sciences de Lyon ; un accident de santé l'empêche de suivre les études préparatoires au commerce, il peut alors suivre ses goûts, et étudie les arts et les sciences naturelles. Il sera formé au dessin par Jean-Michel Grobon et Adolphe Appian et ses œuvres le feront remarquer au salon lyonnais de 1864. Cependant, ce sont la géologie et la botanique qui l'intéressent particulièrement. Avec quelques camarades, il fonde la Société des amis de la nature et en devient le directeur. Le géologue Joseph Fournet lui prodigue une solide formation scientifique,.
En 1860, il accompagne sa mère pour un séjour médical à Hyères, ce qui donnera lieu à l'écriture de son premier ouvrage géologique consacré à cette région.

### Travaux
Sans diplôme et sans réelle profession, Albert Falsan se consacre à l'étude géologique du Jura, de la région lyonnaise, des Alpes.
Il dresse des cartes géologiques et publie de nombreux travaux sur les glaciers du bassin du Rhône, sur leurs moraines, sur les sédiments jurassiques et leurs fossiles, sur la période glaciaire. Il s'illustre notamment par l'observation des traces des anciens glaciers dans la vallée du Rhône, il est le premier à en reconnaître les limites et il en dresse la carte. Ce travail, fruit de douze ans d'exploration en collaboration avec Ernest Chantre, est un ouvrage majeur d’une grande précision.
Sa méthode, sa grande rigueur scientifique, et sa scrupuleuse exactitude lui permettent d'affirmer des résultats certains. Par exemple, en 1867, il publie avec Arnould Locard une monographie du Mont-d’Or lyonnais, dont l'une des cartes à 1/20 000 sera directement reprise dans la feuille Lyon à 1/80 000, et ne subira que quelques retouches jusqu’à la parution de la carte à 1/50 000 en 1978. Ce sera également une œuvre majeure de la fin du XIXe siècle pour le fossé rhodanien et la première synthèse de ce massif de terrains triasiques et liasiques.
Il collaborera aussi Eugène Dumortier, paléontologue lyonnais, sur les gisements à poissons et végétaux du Bas-Bugey, mais également avec le comte Gaston Saporta, sur l'ouvrage posthume de Victor Thiollière ayant pour sujet les fossiles de Cerin.

### Reconnaissance
Au Congrès géologique de Genève en 1875, la présentation de ses travaux sur les glaciers lui vaut un grand succès et la reconnaissance scientifique, et assurent sa renommée en France et en Suisse,. Il reçoit ensuite un grand nombre de récompenses. Il reçoit la grande médaille du Congrès des sociétés savantes, le prix Bordin décerné par l'Institut, la médaille d'or du concours de la Sorbonne en 1880, la médaille d'or de l'Académie de Lyon, et de nombreuses autres distinctions françaises et étrangères.
Il est élu le 23 janvier 1868 à l'Académie des sciences, belles-lettres et arts de Savoie, avec pour titre académique Correspondant. Il sera également membre de l’Académie des sciences, belles-lettres et arts de Lyon à partir du 1er juin 1869.
La collection Albert Falsan, entrée par donation, fait partie des grandes collections nominatives au Musée des Confluences, héritier du Museum de Lyon.
Il meurt dans le 6e arrondissement de Lyon le 11 février 1902 , ses obsèques ont lieu le même jour à Saint-Cyr-au-Mont-d'Or ; le docteur Bondet prononce l'allocution. Il est enterré au cimetière de Loyasse, allée 81/2.

## Ouvrages
- Carte géologique et minéralogique des environs d'Hyères, document cartographique, Lyon, imp. de G. Marmorat, 1863.
- Notice sur la géologie et la minéralogie du canton d'Hyères (Var), Lyon, impr. de Barret, 1863.
- Monographie géologique du Mont-d'Or lyonnais et de ses dépendances, avec Arnould Locard, Paris, F. Savy, 1866 [lire en ligne].
- Rapport à M. Belgrand président de la société géologique de France sur le tracé d'une carte géologique du terrain erratique et sur la conservation de blocs erratiques de la partie moyenne du bassin du Rhône, avec E. Chantre, Paris, Blot, 1868.
- Appel aux amis des sciences naturelles pour le tracé d'une carte géologique du terrain et des blocs erratiques des environs de Lyon, du Nord du Dauphiné, de la Dombes et du Midi du Bugey et pour la conversation des blocs erratiques dans les mêmes régions, Lyon, impr. Pitrat, 1868.
- Instruction pour l'étude du terrain erratique du bassin du Rhône, Paris, 1869.
- Note sur les terrains subordonnés aux gisements de poissons et de végétaux fossiles du Bas-Bugey, avec E. Dumortier, Lyon, Georg, 1873 [lire en ligne]
- Description des poissons fossiles provenant des gisements coralliens du Jura dans le Bugey…, Seconde livraison…, suivie de Note sur les terrains subordonnés aux gisements de poissons et de végétaux fossiles du Bas-Bugey, avec E. Dumortier, Lyon, 1873.
- Note sur la constitution géologique des collines de Loyasse, de Fourvières et de Saint-Irénée, à propos de la découverte d'un nouveau gisement de mollasse fossilifère situé dans le vallon de Gorge-de-Loup, lu à l'Académie dans la séance du 5 août 1873, Lyon, impr. de Riotor, 1874.
- Des Progrès de la minéralogie et de la géologie à Lyon, et de l'influence de Joseph Fournet sur l'avancement de ces sciences, discours de réception à l'Académie des sciences, belles-lettres et arts de Lyon, lu en séance publique le 23 décembre 1873, Lyon, H. Georg, 1874.
- L'Histoire géologique des environs de Lyon étudiée dans les galeries du muséum d'histoire naturelle du palais Saint-Pierre à Lyon, Lyon, impr. de Pitrat aîné, 1874.
- Études sur la position stratigraphique des tufs de Meximieux, de Pérouges et de Montluel, Lyon, H. Georg, 1875.
- Notice sur la vie et les travaux de M. Vincent-Eugène Dumortier, Lyon, H. Georg, 1877.
- Monographie géologique des anciens glaciers et du terrain erratique de la partie moyenne du bassin du Rhône, avec E. Chantre, Lyon, impr. de Pitrat aîné, 1879-1880 [lire en ligne le tome 1] [lire en ligne le tome 2].
- Coupe géologique de la colline de St Irénée, document cartographique, Lyon, Roux, (1880).
- Notice sur la vie et les travaux de Théophile Ebray, ingénieur, Lyon, Georg, 1880.
- Esquisse géologique du terrain erratique et des anciens glaciers de la région centrale du bassin du Rhône, Lyon, Impr. générale, 1883.
- La période glaciaire : étudiée principalement en France et en Suisse, Paris, F. Alcan, 1889 [lire en ligne].
- Les Alpes françaises. Les montagnes, les eaux, les glaciers, les phénomènes de l'atmosphère, Paris, J.-B. Baillière et fils, 1893.
- Les Alpes françaises. La flore et la faune, le rôle de l'homme dans les Alpes, la transhumance, Paris, J.-B. Baillière et fils, 1893 ; rééd. Nîmes, C. Lacour, 1996 ; réimpr. 2002  (ISBN 2-84149-183-8).
- Divers articles et contributions dans les revues scientifiques et les mémoires, annales et bulletins des sociétés savantes.

## Distinctions et hommages
- Officier de l'Instruction publique, 1880.
- Chevalier des saints Maurice-et-Lazare, 1882.
- Chevalier de saint Jacques de Portugal, 1891.
- Lauréat de l'Institut, prix Bordin.
- Grande médaille du Congrès des sociétés savantes.
- Médaille d'or du concours de la Sorbonne, 1880 ; médaille d'or de l'Académie de Lyon ; diverses autres médailles.
- Membre de l'Académie des Sciences, Belles-Lettres et Arts de Lyon, 1869-1902.
- Membre de la Société géologique de France.
- Membre correspondant puis membre effectif de l'Académie de Savoie, 1868.
- Membre de la société d'Agriculture, de la Société linnéenne, de la Société des sciences industrielles de Lyon.
- Membre correspondant des académies de Genève, d'Annecy, d'Aix-en-Provence, de Marseille…
- Noms de voies :
  - Rue Albert Falsan à Lyon[14] ;
  - Rue Albert Falsan à Saint-Cyr-au-Mont-d'Or.

Ont aussi été nommés en son honneur :
- Ammonites falsani ;
- Anisus falsani ;
- Araucaria falsani ;
- Araucarites falsani ;
- Arietites falsani ;
- Asterophyllites falsani ;
- Brachyphyllum falsani ;
- Cerithium falsani ;
- Cidaris falsani ;
- Clausilia falsani ;
- Coroniceras falsani ;
- Cupressinoxylon falsani ;
- Cyclostoma falsani ;
- Cypricardia falsani ;
- Eryma falsani ;
- Helix falsani ;
- Histionorus falsani ;
- Hydrobia falsani ;
- Ilex falsani ;
- Michaudia falsani ;
- Nassa falsani ;
- Ostrea falsani ;
- Palaeastacus falsani ;
- Palæocyparis falsani ;
- Paludina falsani ;
- Pararnioceras falsani ;
- Planorbis falsani ;
- Plegiocidaris falsani ;
- Plesiocidaris falsani ;
- Vivipara falsani ;
- Xenophora falsani ;
- Zonites falsani.

## Sources bibliographiques
- St. Le Tourneur, « Falsan (Albert) » dans Dictionnaire de biographie française, vol. 13, 1975, Paris, 1932-2005 [détail des éditions] , col. 554-555.
- Albert Falsan, Mâcon, Protat, 1905, 45 pages ; réédité dans Marie-Joseph Lagrange, L'Écriture en Église, Paris, éditions du Cerf, 1990 (ISBN 2-204-04181-5).
- Ernest Chantre, « Notice sur la vie et les travaux d'Albert Falsan », dans le Bulletin de la société d'anthropologie et de biologie de Lyon, tome 21, 1902, pp. 109 et suivantes ; publié aussi à part, A. Rey et Cie, 1902, 14 pages.
- Louis Rulleau, Deux géologues du siècle dernier : Falsan et Dumortier, Société Linnéenne, 1986, 6 pages.
- « Falsan (Albert) », dans Adolphe Vachet, Nos Lyonnais d'hier : 1831-1910, Lyon, 1910 (lire en ligne), p. 154-155.
- Adrien Bondet, Albert Falsan, allocution, Lyon, Impr. de A. Rey, 1902. Rééd. dans Rapports, fondations, concours, notices biographiques, Académie des sciences, belles-lettres et arts de Lyon, tome 3, 1905, p. 17-26.
- Bibliothèque nationale de France, Catalogue général.
- Louis David et Dominique Saint-Pierre (dir.), « Falsan, Albert (1833-1902) », dans Dictionnaire historique des Académiciens de Lyon : 1700-2016, éd. ASBLA de Lyon, mars 2017, 1369 p. (ISBN 978-2-9559-4330-4, présentation en ligne), p. 507-509.